# アルバロ・コロン
アルバロ・コロン・カバジェロス（Álvaro Colom Caballeros、1951年6月15日 - 2023年1月23日）は、グアテマラの政治家。2008年から2012年までグアテマラの大統領をつとめた。
1954年のCIA主導のクーデター（PBSUCCESS作戦）でグアテマラ革命が潰されて以降、半世紀ぶりの左派の大統領だった。

## 経歴
アルバロ・コロンの叔父のマヌエル・コロン・アルゲタ (Manuel Colom Argueta) は有名な左派の政治家で、1970-1974年に首都グアテマラシティの市長をつとめたが、1979年に軍部によって暗殺された。
コロンはグアテマラシティで生まれ、サンカルロス大学工学部で産業工学を学んだ。卒業後は織物工業の実業家として働き、グアテマラ輸出業者協会(Asociacion Guatemalteca de Exportadores, AGEXPORT)の理事をつとめた。
1991年に経済省次官に任命された。同年グアテマラ内戦中の被害者を支援するための国家和平基金(FONAPAZ)が設立されると、その初代総裁を1997年までつとめた。任期中にコロンは4万人の亡命者（大部分が先住民のマヤ人）が帰国するための援助を行った。この功績によってコロンはマヤ聖職者としての栄誉が与えられた。
1999年11月の大統領選挙 (1999 Guatemalan general election) には、かつてのゲリラ組織が政党化したグアテマラ国民革命連合(URNG)から出馬したが3位に終わった。
2001年に中道左派の国民希望党(UNE)を新しく組織し、2003年11月の大統領選挙 (2003 Guatemalan general election) にUNEから出馬したが決選投票でオスカル・ベルシェに敗れた。

### 大統領
2007年11月の大統領選挙 (2007 Guatemalan general election) でふたたび国民希望党から出馬し、右派の愛国党(PP)から立候補した元将軍のオットー・ペレス・モリーナを破って当選した。グアテマラシティではコロンの人気が低かったが、地方で強く支持された:371-372。コロンは2008年1月14日に大統領に就任した。
コロンは就任直後に関係省庁間の調整を担う社会連帯審議会を発足させたが、その会長には大統領夫人であるサンドラ・トーレスが就任し、彼女に巨大な権力を与えることになった:372。
コロンは社会民主主義者とされ、貧困問題を改善することが期待されていた。しかし折から世界金融危機が起きて最大の輸出国である米国への輸出が減少、さらに2010年にはパカヤ火山の噴火と熱帯暴風雨アガサによってグアテマラは大きな損害を被った。
2010年10月にコロン大統領は日本を公式訪問した。
2009年12月のミルナ・マック財団の報告書によれば、犯罪組織が強大化した一方、治安・司法制度は弱体化し、とくに麻薬密売関係の犯罪が増大した:46-49。アルタ・ベラパス県で活動を展開する麻薬組織ロス・セタスを壊滅するため、コロンは2010年12月19日から1か月の戒厳状態を宣言した。
夫人のサンドラ・トーレスは2011年11月の大統領選挙 (2011 Guatemalan general election) に出馬しようとしたが、現職の大統領の親戚が大統領候補となることをグアテマラ憲法186条が禁じていたため、コロンと離婚した。しかし憲法裁判所は彼女の立候補を認めなかった:373。選挙では麻薬カルテルなどの組織犯罪との戦いを公約に掲げたペレス・モリーナが当選し、2012年1月14日に次期大統領に就任した:373。

### ローゼンバーグ事件
2009年5月10日、ロドリーゴ・ローゼンバーグ (Rodrigo Rosenberg Marzano) という弁護士がグアテマラシティで射殺された。ところが死の数日前にビデオを残しており、それによれば汚職を告発されることを恐れた政府の手によってコロン大統領夫妻の承認のもとに自分が殺されるだろうと主張していた。ビデオは死の翌日に公開されて一大スキャンダルになった:372。
2010年1月、グアテマラ無処罰問題対策国際委員会(CICIG)はこの事件の調査結果を発表したが、それによれば暗殺者はローゼンバーグ本人が雇ったもので、政府を批判するためにビデオを残した後にわざと自分を殺させたというものだった:372-373。

### 逮捕・死去
グアテマラ無処罰問題対策国際委員会(CICIG)は2018年2月13日、グアテマラシティの市営バスであるトランスウルバーノ (es:Transurbano) にプリペイドシステムを導入する際の不正入札事件に関連してコロンおよび元閣僚らを逮捕したと発表した。
自宅軟禁中の2023年1月23日、食道がんのため死去。71歳没。

## 家庭
コロンの最初の妻であるパトリシア・サラタは1977年に交通事故で死亡した。2番目の妻であるサンドラ・トーレスとは2002年に結婚したが、2011年に離婚した。最初の妻との間とはパトリシアとアントニオの2人の子があるが、アントニオはグアテマラのロックグループであるビエント・エン・コントラ (es:Viento en Contra) のベーシストである。サンドラとの間にはディエゴという子がある。